# Archiborborus submaculatus
Archiborborus submaculatus är en tvåvingeart som beskrevs av Oswald Duda 1921. Archiborborus submaculatus ingår i släktet Archiborborus och familjen hoppflugor. Inga underarter finns listade i Catalogue of Life.